# Демьохін Володимир Анатолійович
Володимир Анатолійович Демьохін (6 серпня 1955, Вільнюс — 25 лютого 2018, Київ) — український політик.

## Життєпис
Народився 6 серпня 1955 року у Вільнюсі. Після закінчення вільнюської середньої школи № 17 у 1972 році вступив до Вільнюського вищого командного училища радіоелектроніки Протиповітряної оборони (ВВКУРЕ ППО).
З вересня 1992  року — полковник у відставці.
Кандидат технічних наук (1985), член Партії регіонів; Державна служба експортного контролю України, Голова (з 16 червня 2010); президент Українського фонду соціальних гарантій військовослужбовців і ветеранів ЗС (з березня 2004); голова Херсонської обласної організації Партії регіонів (з червня 2006).

### Освіта
Вільнюське вище командне училище радіоелектроніки ППО (1972–1976), інженер з експлуатації радіоелектронних засобів.
Народний депутат України 4-го скликання з квітня 2002 до квітня 2006 років, виборчій округ № 184, Херсонська область, самовисування. «За» 15.14 %, 23 суперників. На час виборів: заступник голови правління ЗАТ «Торговий дім „Укртатнафта-Юг“», безпартійний. Член фракції «Єдина Україна» (травень — червень 2002), уповноважений представник групи «Народовладдя» (червень 2002 — травень 2004), уповноважений представник групи «Демократичні ініціативи Народовладдя» (травень — вересень 2004), уповноважений представник фракції партії «Єдина Україна» (вересень 2004 — квітень 2005), позафракційний (квітень вересень 2005), уповноважений представник фракції НДП і партії «Трудова Україна» (вересень — жовтень 2005), позафракційний (18 — 21 жовтня 2005), член групи «Довіра народу» (жовтень — листопад 2005), позафракційний (17 — 18 листопада 2005), член фракції Партії регіонів «Регіони України» (з листопада 2005). Перший заступник голови Комітету з питань економічної політики, управління народним господарством, власності та інвестицій (з червня 2002).
- 09.1979-09.1984 — начальник відділення командно-технічного вузла Вільнюського вищого командного училища радіоелектроніки ППО.
- 09.1981-12.1984 — ад'юнкт, з 12.1984 — старший інженер науково-дослідної лабораторії № 1, з 09.1988 — викладач кафедри автоматизованих систем управління радіотехнічних військ, 01.1990-01.1992 — науковий працівник науково-дослідного центру Київського вищого інженерного радіотехнічного училища ППО.
- 01.-04.1992 — заступник директора МВП «ВІСОФТ».
- 04.-12.1992 — директор МП «Критерій».
- 11.1992-10.1997 — генеральний директор ВАТ «Добробут».
- З 10.1997 — директор з фінансів, 06.1999-11.2001 — перший заступник голови правління ЗАТ «Укртатнафта».
- 11.2001-04.2002 — заступник голови правління ЗАТ «Торговий дім „Укртатнафта-Юг“».
- 05.05.2006-20.07.2010 — голова Херсонської облради.

2006 року разом з Володимиром Макеєнком вніс заставу 50 тис. грн за відомого кардера Дмитра Голубова, який став згодом народним депутатом від БПП. Після цього Голубова звільнили, попри докази його вини.

## Нагороди та відзнаки
- Орден «За заслуги» III ст.
- Почесна грамота Верховної Ради України.

## Науковий доробок
- Автор (співавтор) 55 наукових праць, зокрема 24 авторських свідоцтва на винаходи.
- Володіє англійською мовою.
- Захоплення: гірськолижний спорт.

## Родинні зв'язки
батько Анатолій Сергійович (1928) і мати Софія Іванівна (1929) — пенсіонери; дружина Вікторія Іванівна (1956); дочка Катерина (1981); син Антон (1983).